# Izstrelitev v zraku
Izstrelitev v zraku (v letu) (ang. Air launch) je način izstreljevavnja letal, raket ali izstrelkov z leteče platforme (matičnega zrakoplova). Kdaj se na tak način izstreljuje rakete v vesolje, npr. Pegasus. V primerjavi z izstrelitvijo s površja ima plovilo večjo začetno višino in hitrost. Tako se lahko tudi testira zrakoplove, ki sami ne bi mogli vzleteti - npr. letala s potisno cevjo.
Prvi matični zrakoplovi so bili cepelini, ki so lansirali manjše "parazitne" lovce.
Bombnik B-29 je bil matična ladja za prvo nadzvočno letalo na svetu Bell X-1, B-52 pa za North American X-15. Lockheed SR-71 Blackbird je bila matična ladja za dron Lockheed D-21/M-21.
White Knight je matično letalo za SpaceShipOne - plovilo, ki naj bi omogočilo komercialne podorbitalne lete v vesolje. 
Podjetje AirLaunch LLC je razvilo sistem QuickReach, ki bi izstreljeval majhne satelite s transportnega letala C-17. V zadnjem času je B-52 izstrelil testno hipersonično plovilo X-43